# 田沼敦子
田沼敦子（たぬま あつこ、1953年8月2日- ）は、日本の歯科医師・料理評論家。
田沼武能の妻。千葉市・高浜デンタルクリニック院長。

## 人物・来歴
新潟県見附市生まれ。栃木県立宇都宮女子高等学校、神奈川歯科大学歯学部卒業。2003年、博士（歯学）（日本大学）。
本業のかたわら、身近な食材を使って自然に噛む回数が増える料理「噛むかむクッキング」を提唱。テレビ、雑誌、講演など多方面で活躍。
夫婦で『徹子の部屋』に出演した事がある。

## 著書
- 『元気な子供の歯をつくる お母さんは歯のファミリードクター』(主婦の友健康ブックス) 主婦の友社, 1990.7
- 『よい歯を作るおべんとう 歯科医として母としての実体験から生れた歯がイキイキとし、頭もよくなる』(マイライフシリーズ ;グラフ社, 1993.2
- 『おしゃべりな愛』実業之日本社, 1995.5
- 『ホーム・デンティスト 歯にも主治医を』(ちくま新書) 1998.3
- 『取り寄せても食べたいもの』法研, 2004.5
- 『よい歯を作るお弁当 歯がイキイキ、頭もよくなる!』(マイライフシリーズ グラフ社, 2005.5
- 『噛むかむクッキング おいしい、ヘルシー、簡単!』クインテッセンス出版, 2009.8
- 『田沼敦子のおいしさおすそ分け』かまくら春秋社, 2010.12

### 共著・監修
- 『心が伝わるお母さんのスピーチ PTA、町内会などTPO別、立場別のあいさつ・手紙・文書・電話の実例集』監修. 永岡書店, 1998.3
- 『噛むかむクッキング 噛むことは歯を丈夫にし、脳の発達をうながし、全身の健康を作ります』(マイライフシリーズ :健康レシピシリーズ) 臼田貞夫医学監修. グラフ社, 2001.1
- 『Welcome toかむかむクッキング』 (Dental hygiene selection) 柳沢幸江共著. 医歯薬出版, 2001.10
- 『棺桶出せるか 田沼家の快適リフォーム顛末記』田沼武能共著. 小学館, 2021.10